# راببینسویل، نیوجرسی
راببینسویل (به انگلیسی: Robbinsville Township) شهری در ایالت نیوجرسی کشور ایالات متحده آمریکا است که جمعیت آن در سرشماری سال ۲۰۱۰ میلادی، ۱۳٬۶۴۲ نفر بوده‌است.